# Stephanophallus
Stephanophallus is een monotypisch geslacht van schimmels in de familie Phallaceae. Het bevat alleen de soort Stephanophallus woodii.